# Романівський склозавод
Романівський склозавод (ТОВ «Романівський склозавод»)  — підприємство скляної промисловості у смт. Романові, Романівського району, Житомирської області. На свій 90-річний ювілей в 1993 році Романівський склозавод був, найбільшим підприємством склоробної галузі Житомирської області та одним з найбільших в Україні на якому працювало понад 1,2 тис. робітників. На заводі до І СВ працювало 375 робітників і це був найбільший склозавод Волині. А до німецько-радянської війни на завод вже працювало до 1100 осіб і на той час це був найбільший склозавод Житомирщини. А після війни слава та міць завод була відроджена і з поч. 50-х по кінець 2001 р. кожного дня прохідну заводу переступало понад 1200 робітників. Тому завод був одним з найбільших, найпотужніших, найчиселнішим та найприбутковішим підприємством і району (який давав кожного року по 45% бюджету району) та й на теренах області в лідируючих позиціях. Нині це завод більш, як зі сторічною історією. 100-річчя склозаводу відбулося в 2003 році. Завод складається з двох основних цехів: виробництва та обробки скловиробів, а також є цех з декорування виробів за допомогою піскоструминної обробки та фарб та ремонтно-механічний цех, який виробляв залізоформи та чавунні форми для виливання скловиробів різних типових геометричних форм та розмірів. Продукція видувається вручну, застосовується гаряча відрізка краю. Продовжуються традиції, розпочатковані художником-дизайнером Ф. Джикія. Вироби заводу прикрашають побутові приміщення, офіси, ресторани та бари. Більшу частину виготовленої продукції завод експортував до Італії, Нідерландів, Румунії, Польщі, Німеччини та Англії.

## Історія
- Завод заснований у 1903 році власником Романова — Генріхом Стецьким. Місце для побудови підприємства було вдало вибрано тому, що місцевість була лісистою. Скловарні печі палили спочатку дровима а пізніше спецпаливом та газом. Поблизу знаходилися пісок та торфовища.
- Головне приміщення — «цех виробітку» називається так і до тепер — «Гута», яка має вигляд куба з вентиляційним дахом. За радянських часів біля приміщення «Гути» збудували дві високі витяжні труби, які видніються навіть далеко за межами Романова. На заводі функціонували ремонтно-механічний цех, будівельний, шліфовня, транспортна дільниця та ін. Підприємство спеціалізувалося по випуску келихів, графинів, декоративних ваз та ін. декоративних виробів зі скла. Назва підприємства за весь період існування була незмінною, навіть коли селище Романів було перейменовано на Дзержинськ, все одно підприємство називалось «Романівський склозавод» а в радянські часи добавлялась революційна приставка «Червоний Жовтень» і назва звучала, як: "Романівський склозавод «Червоний Жовтень» але в середині 90-х рр. XX ст. в зв'язку з роздержавленням завод стає відкритим акціонерним товариством «Романівський склозавод» або просто ВАТ «Романівський склозавод».
- В 1991 році завод очолив Віктор Генріхович Куницький, при якому завод було реконструйовано та розширено територію і збудовано декілька складських приміщень. 90-річний ювілей святкували всім селищем, різними гуляннями та концертами, що організовувались керівництвом заводу, працівниками районного будинку культури, гостями з Баранівки, Житомира, Києва та працівниками склозаводу. На день 90-річного ювілею на Романівському склозаводі «Червоний Жовтень» працювало 1147 робітників. 420 з яких працювало в три зміни. На склозаводі на той час працювало 560 жінок, а молодих людей, віком до 30 років на підприємстві — 340.
- Романівський склозавод був місцем постійної роботи 116-ти інженерно-технічних працівників, з яких 22 спеціалісти мали вищу освіту, 60 — середню спеціальну.
- Близько 90 видів склопосуду затверджено для випуску на заводі. Із заводського конвеєра сходило 26 видів виробів з кришталю та 42 види виробів із безбарвного скла. За день Романівський склозавод випускав продукції на суму 91,9 мільйона карбованців (в оптових цінах). А за місяць для споживачів відправлялося продукції майже на 2,5 мільярди карбованців.
- Тривалий час на підприємстві працював головним художником Юрій Григорович Радецький. Сотні його виробів знайшли визнання не тільки в Україні, ай за кордоном. Вони експонувалися на виставках у Лецпцизі, Празі, Братиславі, Варшаві та багатьох інших містах Європи.
- Станом на 1993 рік до 43% бюджету Романівського (тоді ще Дзержинського) району формувалося за рахунок надходжень з Романівського склозаводу «Червоний Жовтень».
- В усі роки, за винятком хіба що воєн, на заводі щось споруджувалось, перебудовувалось, вдосконалювалось. Зрештою процес закономірний, цього вимагає саме життя.
- Поскільки на заводі найпекучішою проблема — проблема житла, тут всіляко заохочувалося індивідуальне будівництво. Робітникам надавалися пільгові кредити, матеріали, транспорт, аби обживалися, пускали коріння в селищі. Просторі котеджі витіснили колишні бараки. В домівках склоробів — газ, водяна мережа та інші зручності. на утриманні заводу був Дитячий садочок (№ 3), початкова школа, їдальня, відділення зв'язку, база відпочинку в Очакові на березі Чорного моря (на Миколаївщині).
- Близько двохсот робітників в 1993 році оздоровилися на базі віпочинку «Схід» в селі Іванівка (Очаківського р-ну, Миколаївської обл.), що на березі Чорного моря. Їхній відпочинок був безкоштовним. Романівський склозавод — це не тільки виробництво, а й серйозний культурний центр. В клубі підприємства плідно працювали вокально-інструментальний ансамбль, драматичний та ін. гуртки, духовний оркестр.
- В 1995 році завод стає акціонерним товариством. Хоч і завод приносив величезні прибутки його власникам, однак заробітну плату працівникам не давали.

- протягом 1998 року вдалося впровадити 80 нових виробів. Це кришталеві чи з простого скла симпатичні набори «Новорічний», «Мелодія», «Троянда», «Дзвіночок», «Романтика», вази «Різдвяні», «Медальйон», «Ювілейна», із зображенням Божої Матері, келих «весільний», кубок із портретом Т. Шевченка, кришталевий сувенірний футбольний м'яч. Дуже сподобалися голландським замовникам підсвічники із безбарвного скла, а вази — німцям та американцям. Значно розширився асортимент ваз для квітів. Розробляються нові набори виробів з кришталю, як-от «Перемога», «Вечірній» і багато інших, що містять у собі весь асортимент, необхідний для сервірування столу — це чарки для горілки на 50, 75 та 100 грамів, келихи для білого та червоного вина, келихи для шампанського. Плідно, творчо, вкладаючи щедрість свого серця в кришталь, працював талановитий художник Фридон Джикія.

- Династії романівських склоробів - родини Акінчиців, Шиманських, Мілевських, Левчуків, Радановичів та ін.
- У 2003 році робітники та мешканці відзначали 100-річчя підприємства. Святкування проходило тихо із сумом і при цьому згадуючи гарний і по справжньому святковий 90-річний ювілей Романівського склозаводу.
- 98% продукції заводу експортувалася в країни Європи, зокрема до Нідерландів, Німеччини, Польщі, Бельгії, Англії, Данії, Румунії та ін. У 2000 році підприємство виходить на рівень виробництва 4 млн гривень в рік. У 2001 р. — 5 млн грн. в рік, в 2002 році — 6 млн. У 2003—2004 роках обсяги виробництва зберігалися.
- Після того, як підприємство вийшло на 98% експорту продукції, до нього надто зросла зацікавленість з боку державних можновладців. Не без відома місцевої влади, державні мужі та місцеві «патріоти» розпочали роботу із скуповування акцій у робітників заводу та пенсіонерів. Як результат цих перегонів, контрольний пакет (понад 60%) акцій опинився в їхніх руках у різному процентному відношенні.
- З новим керівництвом підприємство працювало, реалізовувало продукцію за валюту і не платило заробітну плату працівникам, нерозраховувалось за енергоносії та ін.

## Сьогодення
- Площа території заводу становить 9,15 га.
- Перша зупинка заводу в мирний час сталася на 102 році (в серпні 2005 року) існування через чвари між співвласниками та через несплату боргів за газ, енергоносіїв та ін. Свій 105-річний ювілей завод зустрів непрацюючим та тихим, що незвично для жителів Романова. Але таке потужне підприємство не може простоювати і вже здавалось перші кроки по його відновленню були зроблені на початку 2009 року. Доказом цього є ремонт та невелика реконструкція, відбудова скловарних печей і заміна іншого застарілого устаткування. З'явився навіть новий власник, який розрахувався з усіма боргами підприємства та відновив роботу заводу, але, проте, не на тривалий час, а лише на 4 місяці.
- Друга "зупинка серця", як її почали називати в Романові сталася в березні 2010 року. І ця зупинка призвела до нищівного розграбування майна заводу — верстатів, різних кольорових та чорних металів. Бездушний власник довів одне з найпотужніших підприємств Житомирської області до такого стану, що в місцевих жителів від його вигляду серце, як кажуть, обливається кров'ю.
- Завод має власний музей скловиробів з колекцією понад 200 екземплярів з 5-ма різновидностями, який Мінкультури в 2008 р. планує перевести на баланс держави.
- Нарешті завод відновив свою діяльність на початку листопада 2009 року. В дію запущена одна скловарна піч. Початок виробництва скловиробів відновленого підприємства тривало не довго а всього 4 місяці. Завод знову зупинився наприкінці березня 2010 року. В цьому винні його власники, які тримають підприємство як наживу.
- І лиш одне відомо напевно, що світле майбутнє на завод прийде тоді, коли він дійсно буде комусь потрібен. Хто й зможе відродити славу романівських склоробів.
- Нині «Романівський склозавод» — підприємство, яке потребує інвестицій для повної відбудови і відновлення потужностей виробництва. При повній потужності виробництва коли діятимуть три скловарні печі потреба у робітниках складатиме від 800 до 1200 чол. При хорошій менеджментній роботі та потуг виробництва склозавод поверне вкладені інвестиції максимум за 3 роки а то й за 2. Територія заводу досить чимала (9,17 га) навіть і для розбудови нових склоробних цехів, що дозволяє збудувати ще 1 ато й 2 цехи. Як для ручної роботи так і для машинної лінії. В головному цеху «Гуті» можна розмістити 3-4 склопечі для виробництва виробів з простого безбарвного та кольорового скла з художнім оздобленням. Можливо провести розбудову двох цехів по одній склопечі — один для відновлення виробництва склокришталевих виробів а другий для виробів машинної ліні. Що примножуватиме і прибутки інвесторів, і славу Романівських склоробів.
- Вироби підприємства «Романівський склозавод» до 2005 року експортувались на 98%, тобто стає зрозуміло, що продукція заводу експортна, яка продавалась за валюту. Але керівництво звело цю працю на нівець. І нині це завод з потребую в інвестиціях для відбудови і відновлення роботи.

## Основні види діяльності
- Виробництво продукції з безколірного, кольорового (в радянський час та в 90-х рр. XX ст. ще з кришталевого) скла — вази (кубок, дзвінок та ін), свічники, стопочки, келихи (весільні та ін.), фужери, стакани, графіни. Святкові, подарункові, вечірні набори стопок, стаканів, фужерів та ін. Багато виробів побутового та офісного скла.
- За кордон йшло виробництво стаканів для рекламування Martini а в Україні йшов показ реклами пива «Славутич» з наклейками на стаканах виробництва Романівського склозаводу та багато й багато іншого.

## Продукція
- Скловироби з безколірного, кольорового та кришталевого скла — вази, свічники, стопочки, келихи, фужери, стакани, графіни. Святкові набори. Вечірні набори. Багато виробів побутового та офісного скла.

## Кількість робітників
- До Першої Світової війни завод був найбільшим склоробним підприємством Житомирської області на якому працювало 375 роб.
- З 1918–1941 рр. на заводі працювало понад 1000 роб. (найбільше склоробне підприємство області та одне з найбільших в Україні).
- З 1951 р. по 2001 рік (не враховуючи невеликі перерви на реконструкцію) на заводі працювало понад 1100 робітників і навіть були часи коли кількість робітників перевищувала 1200 чол.
- 2003 р. — 700 роб.
- 2005 р. — 350 чол.
- 2009–2010 рр. — 250 роб.
- Спад кількості робітників пов'язаний з приватизацією та приходом нових недбалих власників.